# Neowithius dubius
Neowithius dubius är en spindeldjursart som beskrevs av Beier 1932. Neowithius dubius ingår i släktet Neowithius och familjen Withiidae. Inga underarter finns listade i Catalogue of Life.